# Jardins Clássicos de Suzhou
Os Jardins Clássicos de Suzhou são um conjunto de jardins em Suzhou, Jiangsu, China. O mais antigo é o Quiosque Canglang, construído em meados do século XI, enquanto outros foram construídos nas Dinastias Ming e Qing. O maior é o Jardim Administrador Humilde, com 50 mil metros quadrados. 
Em 1997, o Jardim do Administrador Humilde, o parque Liuyuan, o parque Wangshi e o Jardim Huanxiu, os mais famosos de Suzhou foram incluídos na lista de Património Mundial da Unesco. Em 2000, o Pavilhão Canglang, o Jardim Florestal de Leões, o Jardim de Mudas, o Parque Ouyuan e o Parque Tuisiyuan foram também adicionados à lista. 

## Ver Também
- Suzhou

## Ligações Externas
- (em inglês) Unesco - Jardins Clássicos de Suzhou